# Херман Маурер
Херман Маурер (рођен 26. априла 1941) аустријски је информатичар, који ради као професор информатике на Технолошком универзитету у Грацу. Надгледао је преко 40 дисертација, написао више од 20 књига и преко 600 научних чланака, и започео или је био укључен у неколико компанија.

## Живот
Маурер је рођен у Бечу. Студирао је математику на Бечком универзитету и на Универзитету у Калгарију (у Канади) од 1959. Стекао је докторат из математике 1965. под Едмундом Хлавком, дисертацијом Рационалне апроксимације ирационалних бројева (Rationale Approximationen Irrationaler Zahlen ). Био је професор на Универзитету у Калгарију од 1966. до 1971, затим је прешао на Универзитет у Карлсруеу од 1971. до 1977, а 1978. постао професор на Технолошком универзитету у Грацу, где је остао до данас.

## Технички доприноси
Међу значајним Мауреровим доприносима је развој и унапређење система удаљених интерактивних терминала који могу да приказују графику, а не само текст што је било уобичајено у то време, па чак и размењују програме. Он је изумео MUPID систем, од кога су неке идеје искоришћене у Билдширмтекст систему. Значајан број његових ученика из ових истраживања је постао утицајан у компјутерским наукама, телекомуникацијама, као и државним службама.
Током 1980-их је радио на развоју опреме за рачунарске мреже у Штајерској, и сматра се да је помогао да се утре пут за европске Интернет технологије. Његова каснија истраживања у области управљања знањем су га навела да оснује фирму Хипервејв, којом је председавао до њеног стечаја у 2005. Од 2006. је на челу нове компаније, NewHyperG.

## Писање о будућности
У својим новијим публикацијама, Маурер нашироко пише о будућности технологије. Он сматра да се будуће примене рачунара једва могу описати коришћењем данашње терминологије, тако да користи метафоре попут телепатија и телепортација када расправља о некој од њих.
Такође се прилично бави ризицима информационих технологија, посебно ризиком од кибертероризма због повећаног ослањања на међусобно повезане рачунарске мреже. Он се залаже за удаљавање од Фон Нојманове архитектуре и њеног третмана програмског кода као типа податка, а за држање кода на медијима чији се садржај не може мењати као што су РОМ чипови који би били безбеднији од напада вируса.
О нетехничким питањима, Маурер пише у корист већих напора на промовисању економске равноправности у управљању транзицијом ка глобализованој економији. Као хоби, пише научну фантастику.

## Посета Србији
Дана 7. фебруара 2012, Маурер је у Београду у САНУ-у одржао запажено предавање „Зашто Википедија није довољна?" чиме је подстакао Српску академију наука на сарадњу са Википедијом на српском језику.